# Адміністративний устрій Гадяцького району
Адміністративний устрій Гадяцького району — адміністративно-територіальний поділ Гадяцького району на 1 міську громаду міста обласного значення, 4 сільські громади та 9 сільських рад, які підпорядковані Гадяцькій районній раді та об'єднують 94 населені пункти. Адміністративний центр — місто Гадяч, яке є містом обласного значення та до складу району не входить.

## Адміністративний устрій

### Список громад
Список громад Гадяцького району
| № | Назва                                 | Центр                 | Населені пункти | Площа км² | Місце за площею | Населення (2001), чол. | Місце за населенням |
| - | ------------------------------------- | --------------------- | --- | --------- | --------------- | ---------------------- | ------------------- |
| 1 | Великобудищанська сільська громада    | c. Великі Будища      | с. Бакути c. Бобрик с. Броварки с. Велике c. Великі Будища с. Воронівщина с. Дучинці c. Книшівка c. Мартинівка с. Могилатів с. Морозівщина с. Педоричі c. Плішивець с. Тимофіївка с. Шадурка                                                    |           |                 |                        |                     |
| 2 | Гадяцька міська громада               | м. Гадяч              | м. Гадяч c. Біленченківка с. Грипаки с. Кіблицьке с. Оріханове с. Осняги с. Островерхівка с. Петроселівка с. Писарівщина с. Рудиків с. Степаненки                                                                                               |           |                 |                        |                     |
| 3 | Краснолуцька сільська громада         | c. Красна Лука        | с. Берізки с. Бірки с. Бухалове с. Глибока Долина c. Гречанівка с. Зелена Балка с. Змажине c. Красна Лука с. Максимівка c. Мала Побиванка с. Миколаївка с. Пирятинщина c. Римарівка c. Сватки с. Тригубщина с. Хитці с. Цимбалове с. Шевченкове |           |                 |                        |                     |
| 4 | Петрівсько-Роменська сільська громада | c. Петрівка-Роменська | с. Балясне c. Березова Лука с. Венеславівка с. Ветхалівка с. Коновалове с. Лихопілля с. Мелешки c. Петрівка-Роменська c. Ручки c. Середняки |           |                 |                        |                     |
| 5 | Сергіївська сільська громада          | c. Сергіївка          | c. Сергіївка с. Веселе с. Вечірчине с. Вирішальне с. Дачне с. Калинівщина c. Качанове с. Крамарщина с. Лободине с. Новоселівка c. Розбишівка с. Степове с. Чернече                                                                              |           |                 |                        |                     |

### Список рад (з 2019 року)
Список рад Гадяцького району (з 2019 року)
| № | Назва                     | Центр        | Населені пункти                                                                         | Площа км² | Місце за площею | Населення (2001), чол. | Місце за населенням |
| - | ------------------------- | ------------ | --------------------------------------------------------------------------------------- | --------- | --------------- | ---------------------- | ------------------- |
| 1 | Вельбівська сільська рада | c. Вельбівка | c. Вельбівка с. Запсільське с. Тепле с. Тютюрівщина                                     |           |                 |                        |                     |
| 2 | Веприцька сільська рада   | c. Веприк    | c. Веприк                                                                               |           |                 |                        |                     |
| 3 | Лисівська сільська рада   | c. Лисівка   | c. Лисівка с. Глибоке с. Кругле Озеро с. Мала Обухівка с. Млини с. Перевіз с. Солдатове |           |                 |                        |                     |
| 4 | Лютенська сільська рада   | c. Лютенька  | c. Лютенька с. Юр'ївка                                                                  |           |                 |                        |                     |
| 5 | Рашівська сільська рада   | c. Рашівка   | c. Рашівка с. Новий Виселок                                                             |           |                 |                        |                     |
| 6 | Сарівська сільська рада   | c. Сари      | c. Сари с. Донцівщина с. Київське с. Малі Будища с. Саранчова Долина с. Червоний Кут    |           |                 |                        |                     |
| 7 | Соснівська сільська рада  | c. Соснівка  | c. Соснівка                                                                             |           |                 |                        |                     |
| 8 | Харковецька сільська рада | c. Харківці  | c. Харківці с. Бутовичеське с. Кияшківське с. Круглик                                   |           |                 |                        |                     |
| 9 | Ціпківська сільська рада  | c. Ціпки     | c. Ціпки                                                                                |           |                 |                        |                     |

* Примітки: с. — село

## Список рад (до 2017 року)
Гадяцький район на 1 міську раду і 27 сільських рад, які підпорядковувались Гадяцькій районній раді та об'єднували 95 населених пунктів.
| №  | Назва                              | Центр                 | Населені пункти | Площа км² | Місце за площею | Населення (2001), чол. | Місце за населенням |
| -- | ---------------------------------- | --------------------- | --- | --------- | --------------- | ---------------------- | ------------------- |
| 1  | Березоволуцька сільська рада       | c. Березова Лука      | c. Березова Лука с. Лихопілля с. Мелешки                                                                                                 |           |                 |                        |                     |
| 2  | Біленченківська сільська рада      | c. Біленченківка      | c. Біленченківка с. Грипаки с. Кіблицьке с. Оріханове с. Осняги с. Островерхівка с. Петроселівка с. Писарівщина с. Рудиків с. Степаненки |           |                 |                        |                     |
| 3  | Бобрицька сільська рада            | c. Бобрик             | c. Бобрик с. Педоричі |           |                 |                        |                     |
| 4  | Великобудищанська сільська рада    | c. Великі Будища      | c. Великі Будища |           |                 |                        |                     |
| 5  | Вельбівська сільська рада          | c. Вельбівка          | c. Вельбівка с. Запсільське с. Тепле с. Тютюрівщина                                                                                      |           |                 |                        |                     |
| 6  | Веприцька сільська рада            | c. Веприк             | c. Веприк |           |                 |                        |                     |
| 7  | Гречанівська сільська рада         | c. Гречанівка         | c. Гречанівка с. Зелена Балка с. Миколаївка с. Тригубщина                                                                                |           |                 |                        |                     |
| 8  | Качанівська сільська рада          | c. Качанове           | c. Качанове с. Вирішальне с. Степове с. Новоселівка с. Дачне                                                                             |           |                 |                        |                     |
| 9  | Книшівська сільська рада           | c. Книшівка           | c. Книшівка с. Броварки с. Дучинці |           |                 |                        |                     |
| 10 | Сергіївська сільська рада          | c. Сергіївка          | c. Сергіївка с. Вечірчине с. Калинівщина с. Лободине с. Чернече                                                                          |           |                 |                        |                     |
| 11 | Краснолуцька сільська рада         | c. Красна Лука        | c. Красна Лука с. Бухалове с. Хитці |           |                 |                        |                     |
| 12 | Лисівська сільська рада            | c. Лисівка            | c. Лисівка с. Глибоке с. Кругле Озеро с. Мала Обухівка с. Млини с. Перевіз с. Солдатове                                                  |           |                 |                        |                     |
| 13 | Лютенська сільська рада            | c. Лютенька           | c. Лютенька с. Юр'ївка |           |                 |                        |                     |
| 14 | Малопобиванська сільська рада      | c. Мала Побиванка     | c. Мала Побиванка с. Глибока Долина с. Пирятинщина                                                                                       |           |                 |                        |                     |
| 15 | Мартинівська сільська рада         | c. Мартинівка         | c. Мартинівка с. Велике с. Воронівщина с. Могилатів с. Морозівщина с. Шадурка                                                            |           |                 |                        |                     |
| 16 | Петрівсько-Роменська сільська рада | c. Петрівка-Роменська | c. Петрівка-Роменська с. Балясне с. Венеславівка                                                                                         |           |                 |                        |                     |
| 17 | Плішивецька сільська рада          | c. Плішивець          | c. Плішивець с. Бакути с. Тимофіївка |           |                 |                        |                     |
| 18 | Рашівська сільська рада            | c. Рашівка            | c. Рашівка с. Новий Виселок |           |                 |                        |                     |
| 19 | Римарівська сільська рада          | c. Римарівка          | c. Римарівка с. Змажине с. Максимівка с. Цимбалове                                                                                       |           |                 |                        |                     |
| 20 | Розбишівська сільська рада         | c. Розбишівка         | c. Розбишівка с. Веселе с. Крамарщина |           |                 |                        |                     |
| 21 | Ручківська сільська рада           | c. Ручки              | c. Ручки |           |                 |                        |                     |
| 22 | Сарівська сільська рада            | c. Сари               | c. Сари с. Донцівщина с. Київське с. Малі Будища с. Саранчова Долина с. Червоний Кут                                                     |           |                 |                        |                     |
| 23 | Сватківська сільська рада          | c. Сватки             | c. Сватки с. Берізки с. Бірки с. Шевченкове                                                                                              |           |                 |                        |                     |
| 24 | Середняківська сільська рада       | c. Середняки          | c. Середняки с. Ветхалівка с. Коновалове                                                                                                 |           |                 |                        |                     |
| 25 | Соснівська сільська рада           | c. Соснівка           | c. Соснівка |           |                 |                        |                     |
| 26 | Харковецька сільська рада          | c. Харківці           | c. Харківці с. Бутовичеське с. Кияшківське с. Круглик                                                                                    |           |                 |                        |                     |
| 27 | Ціпківська сільська рада           | c. Ціпки              | c. Ціпки |           |                 |                        |                     |

* Примітки: с. — село